# Старо Рујце
Старо Рујце (алб. Rufc i Vjetër) је насеље у општини Липљан, Косово и Метохија, Република Србија.

## Становништво
| Демографија | Демографија | Демографија |
| Година      | Становника  | Становника  |
| ----------- | ----------- | ----------- |
| 1948.       | 341         |             |
| 1953.       | 343         |             |
| 1961.       | 427         |             |
| 1971.       | 476         |             |
| 1981.       | 532         |             |
| 1991.       | 564         |             |